# Den onde lejer
Den onde lejer er en dansk kortfilm fra 2006 med instruktion og manuskript af Lasse Lindsteen.

## Handling
En ensom mands verden bliver vendt på hovedet, da han får en ny lejer. Han hører mærkelige lyde indefra hans værelse, og der der er noget mystisk med den mad han laver.